# Bertrando Spaventa
Bertrando Spaventa (Bomba, Abruços, 26 de juny de 1817 - Nàpols, 20 de febrer de 1883) va ser un filòsof, historiador de la filosofia, polític, periodista i professor italià.
Nascut en el si d'una família burgesa, després d'haver completat els seus primers estudis al seu país, fou enviat pel seu pare al seminari de Chieti. Després, es va traslladar a Montecassino, on va ensenyar matemàtiques i filosofia, i on el 1840 fou ordenat sacerdot, més per la necessitat econòmica de la seva família que per vocació. Al final d'aquell any, juntament amb el seu germà, Bertrando es va traslladar a Nàpols on va establir contactes amb els cercles liberals i amb els filòsofs Ottavio Colecchi i Antonio Tari; i on va continuar la seva educació aprenent l'anglès i l'alemany, la qual cosa li va permetre poder llegir les obres dels filòsofs estrangers en la llengua original. Això li va permetre contribuir a la difusió de la filosofia alemanya i el pensament kantià, en particular.
A la ciutat de Nàpols es va dedicar a l'ensenyament, fundant una escola de filosofia privada el 1846, juntament amb el seu germà Silvio, a la sala del Collegio dei Nobili. També va col·laborar en l'edició del diari "Il Nazionale", fundat el 1848 pel seu germà amb la intenció de donar suport a la lluita per la independència i la unificació d'Itàlia, però la situació política agitada després de la revocació de la Constitució que tenia el suport de Ferran II l'obligà a tancar l'escola i deixar Nàpols, traslladant-se a Florència. Entre 1848 i 1850 va fer de preceptor del fill del general Pignatelli. Després de deixar l'ofici de tutor i renunciar a l'hàbit sacerdotal, i el 1850, es va traslladar a Torí, que en aquella època representava el punt de trobada de la llibertat i la vida moral i intel·lectual del Regne de Sardenya. Amb l'oposició de l'entorn social no va poder obtenir una docència, i va haver de guanyar-se la vida amb traduccions i articles, 
deixant durant un temps a un costat els escrits filosòfics. Això el va portar a prendre una posició respecte a problemes importants com la llibertat d'ensenyament, dedicant-se al periodisme i a escriure articles polítics en diferents diaris com “Il Progresso”, “Il Cimento”, “Il Piemonte” o “Rivista Contemporanea”. Publicà nombrosos assajos i articles que després serien recollits per Giovanni Gentile en "Opere". L'activitat periodística, però, era avorrida i difícil per a ell. Durant la seva carrera com a periodista va entrar en controvèrsia amb "La Civiltà Cattolica".
Spaventa també va realitzar activitats polítiques. Va ser membre del Consell Superior d'Instrucció Pública el 1861 i proveïdor d'estudis a la Província de Nàpols de 1866 a 1870. També va ser diputat durant tres legislatures, la X, XI i XII. Fins i tot la política de Bertrando Spaventa es va inspirar en Hegel. El seu era un pensament secular vinculat a un fort sentit de la centralitat de l'Estat considerat com un organisme que dona valor a la nació i com a origen dels principis i valors als quals s'hauria d'inspirar el desenvolupament civil. D'aquesta manera, va elaborar la teoria de l'estat ètic que després va assumir Giovanni Gentile. Va ser membre de l'Acadèmia napolitana de Ciències, Morals i Política (1862), de l'Acadèmia Pontaniana (1868) i de l'Accademia Nazionale dei Lincei (1876).
Portat pel nacionalisme del moment, procurà d'elevar el nivell de la filosofia del seu país i actualitzar-la, cosa que per a ell significava l'assimilació del pensament de Hegel. Sovint s'ha considerat que ell i Augusto Vera -ambdós professors a la Universitat de Nàpols- són els precedents de la important tradició hegeliana de la Itàlia del segle xx que tindrà una influència decisiva sobre personalitats com Giovanni Gentile o Benedetto Croce.